# 内海佐和子
内海 佐和子（うつみ さわこ、1966年 - ）は、日本の建築学者（都市計画・建築計画）。学位は博士（学術）（昭和女子大学・2001年）。静岡県立大学経営情報学部教授・大学院経営情報イノベーション研究科教授。
昭和女子大学国際文化研究所研究員、室蘭工業大学大学院工学研究科准教授などを歴任した。

## 概要
都市計画や建築計画を専攻する建築学者である。ベトナム社会主義共和国の伝統的な街並みの保存や活用に取り組んでいた。後進の育成に努め、昭和女子大学、室蘭工業大学、静岡県立大学などで教鞭を執った。

## 来歴

### 生い立ち
昭和女子大学の大学院に進学し、生活機構研究科の生活科学研究専攻にて学んだ。1996年（平成8年）3月、昭和女子大学の大学院における修士課程を修了した。それに伴い、修士の学位を取得した。さらに生活機構研究科の生活機構学専攻にて学んだ。1999年（平成11年）3月、昭和女子大学の大学院における博士課程を単位取得満期退学した。その後、「ヴェトナム・ホイアンにおける町並み景観の変容に関する研究」と題した博士論文により、2001年（平成13年）3月8日に昭和女子大学から博士（学術）の学位が授与された。

### 研究者として
母校である昭和女子大学に採用され、国際文化研究所にて研究員として勤務した。その後、同名の国立大学法人により設置・運営される室蘭工業大学に採用され、大学院の工学研究科にて准教授として着任した。大学院においては、主として環境創生工学系専攻の博士前期課程の講義や、工学専攻の博士後期課程の講義を担当した。また、工学部においても准教授を兼務することになった。工学部においては、主として創造工学科の講義を担当した。2022年（令和4年）4月、県と同名の公立大学法人により設置・運営される静岡県立大学に採用され、経営情報学部の教授として着任した。経営情報学部においては、主として経営情報学科の講義を担当した。また、大学院の経営情報イノベーション研究科の教授も兼務することとなった。経営情報イノベーション研究科においては、主として経営情報イノベーション専攻の講義を担当した。

## 研究
専門は建築学であり、特に都市計画や建築計画といった分野の研究に従事した。具体的には、ベトナム社会主義共和国において、伝統的な街並みを保存するとともに、その活用を試みていた。さらに、伝統的な街並みの観光地化について研究するとともに、その街並みの保存に関する国際協力などについても研究していた。そのほか、東南アジアにおける集合住宅についての研究にも取り組んだ。なお、世界遺産に指定された「ホイアンの古い町並み」が変化し景観が変容していく様についても研究していたが、この研究は博士（学術）の学位を取得することに繋がった。
学術団体としては、日本建築学会、国際記念物遺跡会議、日本都市計画学会、文化財建造物保存修理研究会、日本国際観光学会、などといった団体に所属した。日本イコモス国内委員会では2014年（平成26年）1月より委員を務めた。日本建築学会においては、2012年（平成24年）4月から2016年（平成28年）3月31日にかけて、建築計画委員会の比較居住文化小委員会にて委員長を務めた。

## 略歴
- 1966年 - 神奈川県藤沢市生まれ[5]。
- 1989年 - 昭和女子大学家政学部生活美学科卒業[6]。積水ハウス株式会社入社[7]。
- 1996年 - 昭和女子大学大学院生活機構研究科修士課程修了[1]。
- 1999年 - 昭和女子大学大学院生活機構研究科博士課程単位取得満期退学[1]。
- 2012年 - 日本建築学会建築計画委員会比較居住文化小委員会委員長[4]。
- 2014年 - 日本イコモス国内委員会委員[4]。
- 2022年 - 静岡県立大学経営情報学部教授。
- 2022年 - 静岡県立大学大学院経営情報イノベーション研究科教授。

## 著作

### 共著
- 友田博通編『ベトナム町並み観光ガイド』岩波書店、2003年。ISBN 4007000778
- 藤木庸介編著『生きている文化遺産と観光――住民によるリビングヘリテージの継承』学芸出版社、2010年。ISBN 978-4-7615-2480-7
- 日本建築学会編『フィールドに出かけよう！――住まいと暮らしのフィールドワーク』風響社、2012年。ISBN 978-4-89489-652-9
- 日本建築学会編『建築フィールドワークの系譜――先駆的研究室の方法論を探る』昭和堂、2018年。ISBN 978-4-8122-1731-3
- 布野修司編『世界都市史事典』昭和堂、2019年。ISBN 978-4-8122-1901-0